# Haasus
Genre
Haasus est un genre d'opilions laniatores de la famille des Pyramidopidae.

## Distribution
Les espèces de ce genre sont endémiques d'Israël.

## Liste des espèces
Selon World Catalogue of Opiliones (23/06/2021) :
- Haasus judaeus Roewer, 1949
- Haasus naasane Aharon, Ballesteros, Crawford, Friske, Gainett, Langford, Santibáñez-López, Ya'aran, Gavish-Regev & Sharma, 2019

## Publication originale
- Roewer, 1949 : « Über Phalangodiden I. (Subfam. Phalangodinae, Tricommatinae, Samoinae.) Weitere Weberknechte XIII. » Senckenbergiana, vol. 30, p. 11–61.